# Tramlijn 's-Hertogenbosch - Vught
De tramlijn 's-Hertogenbosch - Vught is een voormalige tramlijn 's-Hertogenbosch naar Vught. 

## Geschiedenis
De lijn werd geopend op 24 november 1881 van 's-Hertogenbosch tot Vught en verlengd tot Voorburg op 6 december 1885. De Stoomtramweg-Maatschappij 's-Bosch - Helmond exploiteerde de lijn met een paardentram. Als gevolg van financiële problemen ging de Stoomtramweg-Maatschappij 's-Bosch - Helmond in 1918 op in de Stoomtram 's-Hertogenbosch - Helmond - Veghel - Oss. Op 12 mei 1929 werd de lijn gesloten en opgebroken nadat het gedeelte tussen Vught en Voorburg al op 29 februari 1928 was gesloten.